# Martin Fair
W. Martin Fair (* 1964 in Glasgow, Schottland) ist ein Geistlicher der Church of Scotland. Er war Moderator der Generalversammlung von Mai 2020 bis Mai 2021. 

## Jugend und Ausbildung
Fair wuchs in Thornliebank südlich von Glasgow auf. Er heiratete seine Jugendliebe Elaine am 4. Juli 1987. Die beiden besuchten in ihren Jugendjahren dieselbe Kirche und Schule.
Er besuchte die University of Strathclyde und schloss sein Studium mit einem Abschluss in Politik und Geografie ab. Am Trinity College der University of Glasgow schloss der das Studium mit einem Bachelor of Divinity 1989 ab. 2004 erwarb er am Princeton Theological Seminary den theologischen Doktorgrad.

## Tätigkeit als Geistlicher
Seit seiner Ordination im Jahr 1992 diente Fair als Geistlicher für die St Andrews Parish Church in Arbroath, Angus.
Er diente dem Mission & Discipleship Council seiner Kirche und war zudem stellvertretender Vorsitzender des Church Without Walls committee.
Am 21. Oktober 2019 wurde verkündet, dass er zum Amt des Moderators der Generalversammlung der Church of Scotland nominiert wurde. Er wurde von einem Ausschuss der Assembly gewählt und am 16. Mai 2020 installiert. Aufgrund der COVID-19-Pandemie wurde Fair als Moderator in einer besonderen Zeremonie eingesetzt, an der nur wenige Menschen teilnahmen, die jedoch live in die Kirche übertragen wurde. Fair moderierte eine Online-Versammlung, die im Oktober 2020 anstelle der regulären Versammlung stattfand, die im Mai 2020 stattgefunden hätte. Ihm folgte Jim Wallace, Baron Wallace of Tankerness als Moderator im Mai 2021.
Fair diente seiner Pfarrei bis 2023, als er von seinem Amt dort zurücktrat. Seitdem ist er für die Betreuung von jungen Pfarrern der Church of Scotland verantwortlich.

## Familie
Er wurde 1964 in Glasgow geboren. Fair ist verheiratet mit Elaine. Sie haben drei Söhne: Callum, Andrew und Fraser.